# Caecilia gracilis
Espèce
Synonymes
- Caecilia lumbricoïdaea Daudin, 1803

Statut de conservation UICN

 LC  : Préoccupation mineure
Caecilia gracilis est une espèce de gymnophiones de la famille des Caeciliidae.

## Répartition
Cette espèce se rencontre :
- en Guyane ;
- en Suriname ;
- au Guyana ;
- au Brésil au Maranhão, au Pará, au Tocantins, en Amapá, en Amazonas et au Rondônia ;
- dans le Nord-Est du Pérou.

Sa présence est incertaine en Colombie.

## Publication originale
- Shaw, 1802 : General Zoology or Systematic Natural History, vol. 3, no 1 (texte intégral).